# 보이즈 게임
《보이즈 게임》(영어: Poor Boy's Game)은 2007년에 개봉한 캐나다 영화이다.

## 줄거리
도니 로즈(로시프 서덜랜드)는 흑인 십대에게 심한 폭행을 가하여 그 십대를 신체적, 정신적으로 장애를 입힌 죄로 복역 후 출소한 전직 복서이다. 십대에 대한 폭행은 분노를 불러일으켰고, 역사적으로 인종차별이 심했던 핼리팩스를 더욱 분열시켰다. 출소 후, 그는 형 키스 로즈(그레그 브릭)의 집과 핼리팩스 백인 사회 구성원들의 영웅적인 '환영 파티'에 놀란다. 파티에서 도니는 피해자의 아버지 조지 카베리(대니 글러버)에게 맞닥뜨리는데, 조지는 아들의 폭행에 대한 복수를 위해 도니를 쏘려고 총을 들고 있었다. 야구 방망이를 휘두르는 키스와 조지 사이에 긴장되고 격렬한 말다툼이 있은 후, 도니는 조지에게 "그냥 당신이 여기 온 목적을 달성해"라고 말한다. 잠시 고민한 후 조지는 차로 돌아가 대부분 아프리카 노바스코샤계 주민들이 사는 핼리팩스 노스 엔드 지역의 집으로 돌아간다. 이때 우리는 그의 가족, 아내 루스 카베리(토냐 윌리엄스)와 정신적, 신체적 장애가 있는 아들 찰스(K. C. 콜린스)를 처음으로 보게 된다. 찰스의 상태는 그들의 결혼 생활에 분명한 부담을 주고 있으며, 찰스의 상태를 보는 것만으로도 그들이 '정상적인 삶'을 다시는 살 수 없다는 사실을 직면하게 만든다.
도니의 출소는 핼리팩스 흑인 사회 구성원들에게 많은 불만을 안겨준다. 유명 복싱 챔피언 오시 패리스(플렉스 알렉산더)는 찰스를 장애인으로 만든 잔혹한 공격에 대한 복수를 바라며 도니에게 시합을 신청하고, 상금 시합에 참여하면 2만 달러를 주겠다고 제안한다. 오시가 링에서 도니를 살해할 기회로 삼을 것이라는 것을 아는 조지는 도니가 죽임을 당하지 않도록 그를 훈련시켜 주겠다고 제안한다. 영화 후반부에는 흑인들의 출입을 비공식적으로 금지하는 나이트클럽에 흑인 사회 구성원들이 들어가려 한다. 키스, 도니, 그리고 다른 백인 사회 구성원들이 이끄는 클럽 보안 요원들은 흑인 파티 참석자들의 입장을 거부한다. 클럽 입구에서 총격전과 함께 자동차가 불타는 싸움이 벌어진다 (이 장면은 1991년 핼리팩스 인종 폭동을 연상시킨다. 당시 흑인 남성들이 인종 때문에 지역 술집에 계속 출입을 거부당한 후 핼리팩스 시내 술집 밖에서 150명 이상의 흑인과 백인이 충돌했다). 더 큰 복수를 위해 키스의 일당은 흑인 교회에 불을 지른다. 그러자 오시 일당은 키스를 납치하여 잔인하게 구타하여 죽이고, 몇 년 전 찰스가 폭행당했던 같은 장소에 그를 버린다. 도니는 일요일 예배 시간에 핼리팩스 흑인 침례교회에 가서 가해자들을 죽이려 하지만, 대신 용의자들을 자수시키기로 결정하고 교회를 떠난다. 싸움 며칠 전 도니와 조지는 둘 다 사랑하는 사람들이 잔인한 공격을 당했던 같은 장소에서 만나 영화의 시점을 바꾸는 깊은 순간을 나눈다. 조지는 오랜 세월의 고통에서 비롯된 증오가 마음속에 있다고 설명하고, 도니에게도 같은 증오가 마음속에 있으니 그것을 놓아주어야 한다고 말한다. 그때 찰스를 잔인하게 구타한 것은 사실 키스였으며, 그는 자신이 미성년자였기 때문에 형보다 형을 적게 받을 것이어서 자백했다는 사실이 밝혀진다.
싸움이 있는 날 밤, 도니는 군중의 야유를 받으며 링에 오른다. 싸움은 양 선수 모두 결정적인 타격을 주고받으며 일진일퇴를 거듭한다. 조지와 그의 가족이 참석한 가운데, 찰스는 '발작'을 일으키고 링 안으로 기어 들어가, 이미 흥분한 관중들이 의자를 던지고 직접 링 안으로 들어가는 사태를 초래한다. 폭동이 발생하여 오시와 도니 모두 미친 싸움 팬들과 싸운다. 싸움은 결국 무효가 되고 도니는 자신의 증오를 포기한다는 의미로 글러브를 벗는다.

## 출연
- 로지프 서덜랜드 - 도니 로스
- 대니 글러버 - 조지
- 플렉스 알렉산더 - 오씨 페리스
- 그렉 브릭 - 키스 로스
- 로라 리건 - 엠마

## 한국판 성우진(KBS)(2008년 5월 10일)
- 구자형 - 도니 로스(로지프 서덜랜드)
- 한상덕 - 조지(대니 글러버)
- 변영희 - 오씨 페리스(플렉스 알렉산더)
- 김환진 - 키스 로스(그레그 브릭)
- 정옥주 - 엠마(로라 리건)
- 김순영 - 루스(토냐 리 윌리엄스)
- 이완호 - 조 삼촌(스티븐 맥해티)
- 사성웅 - 찰리(K.C 콜린스)
- 이재웅 - 네이던(웨스 윌리엄스)
- 유민석 - 멜로(제레미 애커만)
- 임수아 - 도니의 어머니(캐롤 신클레어)
- 박규웅 - 롤랜드(메튜 비센트-메코운)
- 성창수 - 시릴(리 J. 캠벨)
- 서문석 - 크리스(휴고 톰슨)
- 김정아 - 딜런(티모시 에드먼즈)